# Alexander Berzin
Pour les articles homonymes, voir Berzin.
 (avril 2022).
Si vous disposez d'ouvrages ou d'articles de référence ou si vous connaissez des sites web de qualité traitant du thème abordé ici, merci de compléter l'article en donnant les références utiles à sa vérifiabilité et en les liant à la section « Notes et références ».
Alexander Berzin, né le 10 décembre 1944 à Paterson dans le New Jersey, est un écrivain et un chercheur américain, tibétologue spécialisé dans le domaine du bouddhisme tibétain.

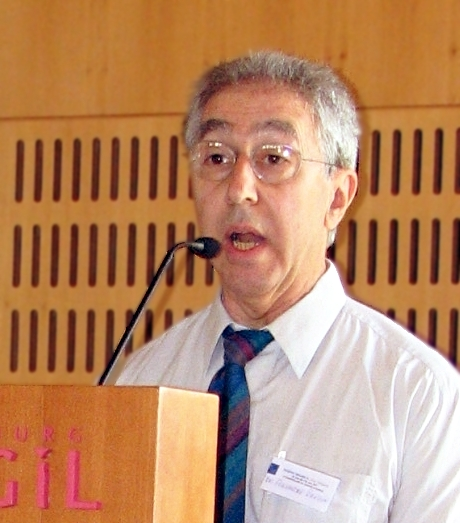
Alexander Berzin lors d'une conférence en 2007

## Débuts académiques
Il obtient sa licence ès Arts en 1965 au département d’études orientales de l'université Rutgers - conjointement à celle de Princeton, son master ès Arts en 1967 et son doctorat en 1972 après des études dans les départements de langues extrême-orientales (chinois) et d'études sanskrites et indiennes de l’université Harvard.

## Travail ultérieur
De 1969 à 1998 il résida principalement à Dharamsala, en Inde du Nord, d’abord en tant que chercheur Fullbright, en étudiant et en pratiquant avec des maîtres des 4 traditions bouddhistes tibétaines.
Son principal maître fut Tsenzhab Serkong Rinpoché, maître compagnon de débat et tuteur assistant du 14e dalaï-lama. Il fut son interprète et secrétaire pendant 9 ans, l’accompagnant lors de plusieurs tournées mondiales. Il fut aussi occasionnellement l’interprète de Dharma du dalaï-lama.
Membre fondateur du Bureau de traduction de la Bibliothèque des archives et des œuvres tibétaines, Alexander Berzin développa une nouvelle terminologie pour traduire en anglais les termes techniques tibétains, souvent mal compris. En travaillant avec des traducteurs de nombreuses autres langues, il les a aidés à développer leur terminologie en accord à ces principes.
Depuis 1983, Alexander Berzin a parcouru le monde, enseignant plusieurs aspects de la pratique et de la philosophie bouddhiste, ainsi que l’histoire tibeto-mongole et la médecine tibétaine traditionnelle, dans des centres du Dharma et des universités de plus de 70 pays. Ses voyages se sont centrés principalement autour du monde communiste, l’Amérique latine, l’Afrique, l’Asie centrale et le Moyen-orient. Outre ses nombreux écrits et traductions publiées, nombre de ses conférences sont parues dans les langues de ces différents pays.
Alexander Berzin a assuré une liaison officieuse dans plusieurs projets concernant la culture tibéto-mongole, tels que le programme d’aide médicale pour les victimes de Tchernobyl auprès du Ministère russe de la santé, et un projet de la Fondation Gere pour la Mongolie afin de produire des livres sur le bouddhisme en langue courante pour aider à y faire revivre la culture traditionnelle. Il a aussi œuvré pour l’établissement et l’approfondissement d’un dialogue islamo-bouddhiste.
Aujourd’hui il réside à Berlin.
En 1998, Alexander Berzin revint en Occident pour y trouver des conditions plus propices à l’écriture. Voyageant de temps à autre, il enseigne dans certains centres du Dharma, mais consacre la majeure partie de son temps à préparer ses matériaux inédits pour le site Internet des Archives Berzin. Inspiré par le mouvement open source et la révolution de l’information, il a rendu ses écrits disponibles gratuitement. Il est aussi possible d’écouter en direct ses cours hebdomadaires.

## Ouvrages parus

### Livres et monographies
- Lam-rim - Outlines. London: Wisdom Publications, 1977. Reprint, Munich: Aryatara Institut, 1986.
- Guidelines for Receiving the Kalacakra Empowerment. Seattle: Dharma Friendship Foundation, 1989.
- (Avec Bhikshuni Thubten Chodron) Glimpse of Reality. Singapore: NUS Buddhist Society, 1989. Reprint, Hinsdale, Illinois: Buddhadharma Meditation Center, 1991; Second reprint, Singapore: Amitabha Buddhist Centre, 1999.
- Buddhism and its Impact on Asia. Asian Monographs, no. 8. Cairo: Cairo University, Center for Asian Studies, June 1996.
- (Avec S.S. le dalaï lama, traducteur et éditeur) The Gelug/Kagyü Tradition of Mahamudra. Ithaca: Snow Lion, 1997.
- Taking the Kalachakra Initiation. Ithaca: Snow Lion, 1997.
- Kalachakra and Other Six-Session Yoga Texts. Ithaca: Snow Lion, 1998.
- Developing Balanced Sensitivity. Ithaca: Snow Lion, 1998.
- Relating to a Spiritual Teacher: Building a Healthy Relationship. Ithaca: Snow Lion, 2000

### Articles
- "Structure of the Gelug Hierarchy." Tibet Journal (Dharamsala, India), vol. 2, no. 3 (automne 1977).
- "An Introduction to Tibetan Astronomy and Astrology." Tibet Journal (Dharamsala, India), vol. 12, no. 1 (printemps 1987).
- "Working with Emotions: How to Deal with Anger." In Three Drops of Nectar to Cool the Mind. Speech Series, no. 1. Petaling Jaya, Malaysia: Crazy Wisdom Publications, 1987.
- "Kuan Yin - A Meditation on Compassion." In Three Drops of Nectar to Invigorate the Heart. Speech Series, no. 2. Petaling Jaya, Malaysia: Crazy Wisdom Publications, 1988.
- "Tibetan Astrology and Astronomy." Maitreya Magazine (Emst, Holland), vol. 11, no. 4 (1989).
- "Tibetan Astro Studies." Chö-Yang, Year of Tibet Edition (Dharamsala, India), (1991).
- "Bön Monasteries," "Nyingma Monasteries," "Kagyü Monasteries," "Sakya Monasteries," and "Gelug Monasteries." Chö-Yang, Year of Tibet Edition (Dharamsala, Inde), (1991).
- "Practical Advice Regarding Spiritual Teachers.” Tricycle: The Buddhist Review (New York), vol. 9, no. 3 (printemps 2000).
- "A Comparison of the Five Tibetan Traditions.” Snow Lion Newsletter (Ithaca, New York), vol. 17, no. 1 (hiver 2002).
- "Holy Wars in Buddhism and Islam: The Myth of Shambhala.” Mandala: Buddhism in Our Time (Taos, Nouveau-Mexique), mars–mai 2002.
- "A Healthy Relationship.” Mandala: Buddhism in Our Time (Taos, New Mexico), juin–août 2002.
- "Renunciation – Determination to Be Free.” Snow Lion Newsletter (Ithaca, New York), vol. 17, no. 3 (été 2002).
- "The Dharma of Islam: A Conversation with Snjezana Akpinar and Alex Berzin.” Inquiring Mind (Berkeley, Californie), vol. 20, no. 1 (automne 2003).

### Livres traduits du tibétain
- Panchen Lama I. The Guru Puja. Dharamsala, India: Library of Tibetan Works & Archives, 1976.
- (Avec Sharpa Tulkou, et éditeur) Akya Yongdzin. A Compendium of Ways of Knowing, with Commentary by Geshe Ngawang Dhargyey. Dharamsala, India: Library of Tibetan Works & Archives, 1977.
- (Traducteur et éditeur) Karmapa IX. Mahamudra Eliminating the Darkness of Ignorance, with commentary by Beru Khyentse Rinpoché, Supplemented with Ashvaghosha, "Fifty Stanzas on Guru-Devotion," with Commentary by Geshe Ngawang Dhargyey. Dharamsala, India: Library of Tibetan Works & Archives, 1978. Le Mahamoudra qui dissipe les ténèbres de l'ignorance, commentaire de Bérou Khyentsé. Suivi de 'Cinquante stances de dévotion au gourou' d'Ashvagosha, édité par Aryashoura, commentaire de Guésché Ngaouang Dhargyey, trad. de la version anglaise J.C. de Verneuil et F. Jacquemart, Yiga Tcheu Dzinn, 1980  (ISBN 2-86473-002-2). 2° éd. revue et corrigée, introduction Alexander Berzin, Édition Marpa, 1992/98, 191 p.  (ISBN 2-906254-07-X)
- (Avec Matthew Kapstein, et éditeur) Longchenpa. Dzog-chen: The Four-Themed Precious Garland, with Commentary by His Holiness Dudjom Rinpoché and Beru Khyentse Rinpoché. Dharamsala, India: Library of Tibetan Works & Archives, 1979. Also published in The Jewel in the Lotus: A Guidebook to the Buddhist Traditions of Tibet, ed. Stephen Batchelor. London: Wisdom Publications, 1987.
- (Avec Sharpa Tulkou) Dharmarakshita. The Wheel of Sharp Weapons. Dharamsala, India: Library of Tibetan Works & Archives, 1980.
- (Avec Sharpa Tulkou, anthologiste et éditeur) Dhargyey, Geshe Ngawang. An Anthology of Well-Spoken Advice, vol. 1. Dharamsala, India: Library of Tibetan Works & Archives, 1984.Publié également comme: Princenton: Recordings for the Blind, 1988.
- Maitreya. Gyu Lama (The Furthest Everlasting Stream). Soest, Holland: Netherlands Stichting Ontmoeting met Tibetaanse Cultuur, 1986.

### Articles traduits du tibétain
- (en) Kamtrul, Garjang The History and Geography of Shambhala ; Dhargyey, Geshe Ngawang Introduction to the Kalacakra Initiation (Avec Sharpa Tulku), Tibet Journal (Dharamsala, India), vol. 1, no. 1 (July-September 1975).
- (fr) Géographie et Histoire de Shambhala; Introduction à l'initiation de Kalacakra, Le Tibet Journal, Editions Dharma pour la traduction française, 1985,  (ISBN 2-86487-010-X)
- (Avec Sharpa Tulku) Yongdzin Ling Rinpoché. The dGe-lugs Tradition of Buddhism in Tibet. Tibet Journal (Dharamsala, India), vol. 4, no. 1 (printemps 1979).
- Tsenzhab Serkong Rinpoché. Renunciation. In Teachings at Tushita, ed. Glenn Mullin and Nicholas Ribush. New Delhi: Mahayana Publications, 1981.
- (Avec Sharpa Tulku) The Second Dalai Lama. The Steps of Visualization for the Three Essential Moments. In Meditations on the Lower Tantras, ed. Glenn Mullin. Dharamsala, India: Library of Tibetan Works & Archives, 1981.
- (Avec Sharpa Tulku, et éditeur) The First Panchen Lama. ‘The Great Seal of Voidness: The Root Text of the Gelug/Kagyu Tradition of Mahamudra,’ with Commentary by Geshe Ngawang Dhargyey. In H. H. the XIVth Dalai Lama et al. Four Essential Buddhist Texts. Dharamsala, India: Library of Tibetan Works & Archives, 1982.
- (Avec Sharpa Tulku) Jamyang Khyentsé Chökyi Lodrö. The Opening of the Dharma: A Brief Explanation of the Buddha’s Many Vehicles In H. H. the XIVth Dalai Lama et al. Four Essential Buddhist Texts. Dharamsala, India: Library of Tibetan Works & Archives, 1982.
- (Avec Sharpa Tulku) Thogmey Zangpo. The Thirty-Seven Bodhisattva Practices. In His Holiness the 14th Dalai Lama. Four Essential Buddhist Commentaries. Dharamsala, India: Library of Tibetan Works & Archives, 1983.
- (Traducteur et éditeur) His Holiness the XIVth Dalai Lama, Commentary on [Thogmey Zangpo’s] ‘The Thirty-Seven Bodhisattva Practices’ and [Tsongkhapa’s] ‘Three Principles of the Path.’ In His Holiness the 14th Dalai Lama. Four Essential Buddhist Commentaries. Dharamsala, India: Library of Tibetan Works & Archives, 1983.
- (Avec Sharpa Tulku) Tsongkhapa. Three Principles of the Path,' Lines of Experience, and The Prayer of the Virtuous Beginning, Middle and End. In The Life and Teachings of Tsong Khapa, ed. Robert Thurman. Dharamsala, India: Library of Tibetan Works & Archives, 1983.
- (Avec Sharpa Tulku) Tsongkhapa. A Letter of Practical Advice on Sutra and Tantra: A Brief Indication of the Graded Stages of the Path. In The Life and Teachings of Tsong Khapa, ed. Robert Thurman. Dharamsala, India: Library of Tibetan Works & Archives, 1983. Publié également comme : Tsongkhapa. A Brief Exposition of the Stages of the Path to Enlightenment. In The Jewel in the Lotus: A Guidebook to the Buddhist Traditions of Tibet, ed. Stephen Batchelor. London: Wisdom Publications, 1987.
- (Traducteur et éditeur) Namkapel. The Mind-Training Like the Rays of the Sun: A Commentary by Tenzin Gyatso, His Holiness the 14th Dalai Lama. Chö-Yang (Dharamsala, India), vol. 1, no. 1 (printemps 1986).